# Marcelo Ebrard
Marcelo Luis Ebrard Casaubón (ur. 10 października 1959 w Meksyku) – meksykański polityk, szef rządu Meksykańskiego Dystryktu Federalnego od 2006.

## Życiorys
Jest synem architekta francuskiego pochodzenia. Ukończył stosunki międzynarodowe w El Colegio de México oraz administrację i planowanie w École nationale d’administration we Francji.
W 1978 wstąpił do Partii Rewolucyjno-Instytucjonalnej (PRI). Podczas kampanii wyborczych w 1976 i 1982 był wolontariuszem. Następnie rozpoczął pracę w biurze planowania i budżetu władz miejskich Meksyku. W czasie trzęsienia ziemi, jakie dotknęło miasto w 1985, pracował oddziałach ratunkowych, a następnie koordynował odbudowę zniszczonych stref.
W 1992 został mianowany sekretarzem spraw wewnętrznych miasta Meksyk. Zyskał wówczas uznanie za realizację programu ekologicznego „jedno drzewo, jedna rodzina”. W 1995 wystąpił z PRI i dołączył do utworzonej Partii Demokratycznego Centrum (PCD) i z jej ramienia dostał się w 1997 do Izby Deputowanych.
W marcu 2000 wystąpił z PCD i poparł Andrésa Manuela López Obradora w wyborach na szefa rządu Meksykańskiego Dystryktu Federalnego. W 2002 został sekretarzem bezpieczeństwa publicznego miasta Meksyk. Współpracował z burmistrzem Nowego Jorku Rudym Giulianim nad programem „zero tolerancji”, zmierzającym do zmniejszenia przestępczości w stolicy. W 2005 objął stanowisko sekretarza ds. społecznych. Będąc na tym stanowisku nadzorował program „Postęp ze Sprawiedliwością”, wspierającym budownictwo socjalne oraz opiekę zdrowotną dla starszych.
We wrześniu 2004 został członkiem Partii Rewolucji Demokratycznej (PRD). W 2006 został kandydatem PRD w wyborach na szefa rządu Meksykańskiego Dystryktu Federalnego. W wyborach 2 lipca 2006 wygrał z kandydatem partii PAN, uzyskując 47% głosów poparcia. 5 grudnia 2006 objął stanowisko szefa rządu miasta Meksyk. Po objęciu urzędu zapowiedział, że priorytetami jego administracji będzie walka z przestępczością finansową, rozbudowa placówek wychowawczych dla „dzieci z ulicy”, decentralizacja systemu edukacyjnego w mieście oraz budowa 12. linii metra.

## Życie prywatne
W 2006 ożenił się po raz drugi z aktorką Mariagną Prats. Z pierwszego małżeństwa ma troje dzieci, dwie córki i syna.